# Race (recensement des États-Unis)
Le graphique qui aurait dû être présenté ici ne peut pas être affiché car il utilise l'ancienne extension Graph, désactivée pour des questions de sécurité. Des indications pour créer un nouveau graphique avec la nouvelle extension Chart sont disponibles ici.

Projection du pourcentage de la population totale des États-Unis selon la race et l'origine ethnique, 1965-2015 et projections jusque 2065,.
- Autres
- Asiatiques
- Hispaniques
- Noirs
- Blancs

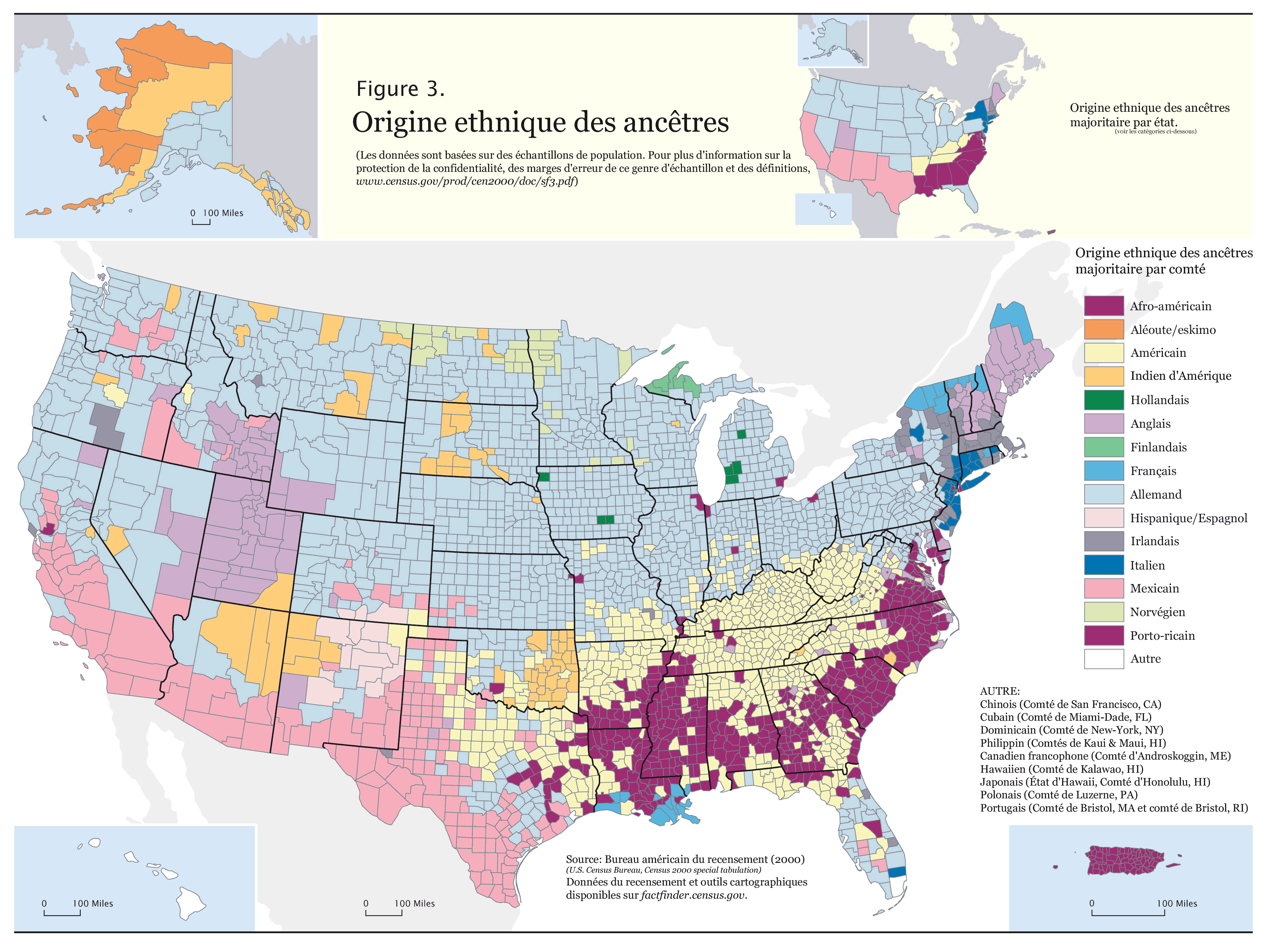
Origine ethnique majoritaire de la population américaine en 2000, par comté.

La race, telle qu'elle est définie aujourd'hui par le Bureau du recensement des États-Unis et le Bureau de la gestion et du budget des États-Unis, est une donnée correspondant à un concept d'identification selon lequel les résidents choisissent la race ou les races avec laquelle ou lesquelles ils s'identifient le mieux. Les catégories, qui restent facultatives, représentent un concept sociologique de « races » qui a pour but de « refléter de façon générale une définition sociale de la race reconnue [aux États-Unis] ». La race et l'ethnicité sont considérées comme deux identités séparées et distinctes, et l'origine hispanique constitue une question séparée. Même s'il est, la plupart du temps, employé pour distinguer des groupes de citoyens dont l'apparence physique est différente, il peut aussi bien désigner l'espèce humaine dans son ensemble dans l'expression « human race ».

## L'évolution de l'usage des catégories raciales et ethniques depuis 1790
La classification raciale utilisée par le Bureau du recensement des États-Unis a évolué au fil des années. Dans les années 1950, l'attribution de la catégorie de race était le fait de l'observateur ; dans les années 1960 et 1970, elle était le fait d'un mélange d'observation extérieure (de la part des recenseurs) et d'auto-identification ; à partir des années 1980, seule l'auto-identification a été retenue. Le recensement de 2000 a aussi permis, pour la première fois, de se déclarer comme étant de deux ou plusieurs « races ».
Aujourd'hui, elle adhère à une catégorisation définie par un article de la Federal Register Notice du 30 octobre 1997 intitulée « Révisions des normes de classification des données fédérales sur la race et l'ethnicité », publiée par le Bureau de la gestion et du budget.
De même, les catégories utilisées ont varié et mêlent couleur de peau, origine ethnique, religion et nationalité ou origine nationale, données amalgamées sous le terme « race » : certaines sont apparues (par exemple la catégorie considérée par le Bureau du recensement comme « ethnique », et non « raciale », d'« origine hispanique » dans les années 1980, les catégories « Esquimau » et « Aléoute » dans les années 1960 ou la catégorie Asian and Pacific Islander (en) introduite en 1980 et réutilisée en 1990, mais scindée en deux en 2000), d'autres ont disparu (la catégorie « nègre », utilisée dans le recensement de 1970, a été remplacée par celle de « noir » en 1980, tandis que celle d'« origine espagnole », utilisée en 1970, a laissé la place à la catégorie d'« hispanique » en 1980), tandis que les questions utilisées afin de déterminer celles-ci ont aussi varié.
De 1790 à 1850, les seules catégories enregistrées étaient celles de « Blanc » et de « Noir », catégorie qui se sous-divisait en « libre » ou « esclave ». Les Amérindiens non imposables (c'est-à-dire qui vivaient dans des tribus) n'étaient pas comptabilisés. Il faut attendre le recensement de 1890 pour voir les premières tentatives de compter les Amérindiens (imposables, c'est-à-dire vivant hors du Territoire indien et des réserves). Les recensements de 1850 à 1870, 1890, 1910 et 1920 avaient aussi inclus des critères pour identifier les « mulâtres », les « quadroons (en) » et les « octoroons (en) », données que le Bureau du recensement considère aujourd'hui comme « imprécises et d'utilité douteuse ».
Les « Chinois » commencent à être comptabilisés (uniquement en Californie) à partir de 1860, suivis des « Japonais » en 1870. En 1910, d'autres catégories asiatiques ont été introduites, telles que « Philippin », « Hindou » et « Coréen ».
L'identification exhaustive de la population en termes de « race » précisément définie (bien que selon des critères objectivement contestables) a continué jusqu'aux années 1940, date à laquelle fut introduite la catégorie « Autre race ». La catégorie raciale « Mexicain » a été introduite en 1930, mais disparaît en 1940, date à laquelle les démographes décident d'inclure les données du recensement précédent, concernant les « Mexicains », à l'intérieur de la catégorie des « Blancs ». Toutefois, ils introduisent alors, à l'intérieur de la catégorie des « Blancs », des données concernant l'usage de l'espagnol en tant que langue native.
Le recensement de 1950 essaie, pour la première fois, d'identifier les personnes d'« ascendance mixte » (amérindienne, blanche et noire). Celles-ci sont incluses dans la catégorie « Autre race », de même que toutes les personnes d'origine asiatique n'étant ni « Chinois », ni « Japonais », ni « Philippin ». En 1950 et 1960, cette catégorie « Autre race » représente alors moins de 0,1 % de la population. Enfin, jusqu'à 1960, l'Alaska et Hawaï sont comptabilisés à part, et utilisent des catégories raciales différentes.
Le recensement de 1980 utilise des données standardisées pour tous les États. Il introduit non seulement la catégorie Asian and Pacific Islander (en), mais aussi les sous-catégories « Coréen », « Esquimau », « Aléoute » et « Hawaïen », qui s'ajoutent aux catégories préexistantes de « Chinois », « Japonais » et « Philippin », ainsi que celles de « Vietnamien », « Indien » (Asian Indian), « Guamanien », et « Samoain ».
Le recensement de 1990 utilisait les catégories suivantes : Blanc, Noir, Amérindien (American Indian), Esquimau et Aléoute, Asian and Pacific Islander (en), et « Autre race » (Other race). Depuis le recensement de 2000, la catégorie Asian and Pacific Islander a été scindée en deux catégories distinctes, « Asio-Américains » et « Océano-Américains » (Pacific Islanders).

## Les catégories raciales et ethniques utilisées en 2000
Pour toutes ces raisons, la catégorie de « race », telle qu'utilisée dans les différents recensements aux États-Unis, est une donnée socialement construite, dans laquelle le Bureau du recensement détient une responsabilité et un pouvoir particulier. Elle n'est pas homogène ni identique à travers les différents recensements, et les recoupements diachroniques ne peuvent donc être que partiels et approximatifs.
Aujourd'hui, les cinq catégories raciales de base définies sont :
- Amérindien ou autochtone alaskan (American Indian or Alaska Native), défini comme « une personne ayant des origines parmi un ou plusieurs des peuples autochtones d'Amérique du Nord ou du Sud (y compris l'Amérique centrale)[n 1] et qui maintient une affiliation tribale ou des liens communautaires » ;

- Asiatique (Asian), défini comme « une personne ayant des origines parmi un ou plusieurs des peuples autochtones de l'Extrême-Orient, de l'Asie du Sud-Est ou du sous-continent indien, dont par exemple le Cambodge, la Chine, l'Inde, le Japon, la Corée, la Malaisie, le Pakistan, les îles des Philippines, la Thaïlande et le Viêt Nam » ;

- Noir ou Afro-Américain (Black or African American), défini comme « une personne ayant des origines parmi un ou plusieurs des groupes raciaux noirs d'Afrique. Des termes tels que « Haïtiens » (Haitian) ou « Negro » peuvent être utilisés en conjonction avec celui de « Noir ou Afro-Américain »[n 2] ;

- Hawaïen ou autre Océanien (Native Hawaiian or Other Pacific Islander), défini comme « une personne ayant des origines parmi un ou plusieurs des peuples autochtones d'Hawaï, de Guam, de Samoa ou d'autres îles océaniennes » ;

- Blanc (White), défini comme « une personne ayant des origines parmi l'un des peuples autochtones d'Europe, du Moyen-Orient ou d'Afrique du Nord ».

Une catégorie supplémentaire, décrite comme « ethnicité » plutôt que « race », est la suivante :
- Hispanique ou latino (Hispanic or Latino), définie comme « une personne d'origine cubaine, mexicaine, portoricaine, sud- ou latino-américaine, ou d'une autre culture ou origine espagnole, sans considération raciale. Le terme d'« origine espagnole » (Spanish origin) peut être utilisé en conjonction de « Hispanique ou latino ». La catégorie d'« hispanique » ne fut introduite dans les recensements qu'à partir de 1970[5] et la formulation des questions exactes a changé depuis[5]. Auparavant, les démographes utilisaient d'autres données, telles que le pays de naissance, celui des parents, ou la langue natale, pour estimer le nombre d'Hispaniques présents aux États-Unis[5].

## Le recensement de 2000
Les données concernant la race furent collectées de façon différente lors du 22e recensement fédéral, en 2000, par rapport aux recensements précédents. Les sondés pouvaient ainsi préciser une ou plusieurs catégories raciales pour indiquer leur identité. Les données révèlent que près de 7 millions d'Américains s'identifièrent comme membres de deux races ou plus. De ce fait, les données du recensement de 2000 sont difficilement comparables avec celles des précédents décomptes. Toute interprétation de la structure raciale des États-Unis sur plusieurs décennies doit donc être sujette à caution.
Les définitions suivantes ne s'appliquent qu'au recensement de 2000.
| Asio-américain Hawaiien de souche · et autre Océanien Noir ou · afro-américain Blanc Amérindien · et Alaskien |

- « Le terme de Blanc (White) désigne les personnes ayant des origines européennes, nord-africaines ou moyen-orientales ». Il inclut les personnes ayant indiqué comme race « blanc », ou des mentions d'origines telles que « irlandaise », « allemande », « italienne », « britannique », « irakienne », « proche-orientale », « arabe », « berbère » ou « polonaise ».

- « Les termes de Noir ou Afro-Américain (Black or African American) désignent les personnes ayant des origines parmi l'un des groupes de race noire d'Afrique ». Ils incluent les personnes ayant indiqué comme race Black, African Am. ou Negro, ou ayant écrit des désignations comme African American, Afro American, Kenyan, Jamaïcain, Américain d'origine caribéenne (Caribbean-American), Nigérian ou Haïtien.
- « Les termes d'Amérindien (American Indian) et d'autochtone alaskan (Alaska Native) (abrégé en anglais AIAN) désigne les personnes ayant des origines parmi un ou plusieurs des peuples autochtones d'Amérique du Nord ou du Sud (Amérique centrale incluse), et qui maintiennent des liens communautaires. »
- « Le terme Asiatique (Asian) désigne les personnes ayant des origines parmi un ou plusieurs peuples autochtones de l'Extrême-Orient, de l'Asie du Sud-Est ou du sous-continent indien, incluant par exemple le Bangladesh, le Cambodge, la Chine, l'Inde, le Japon, la Corée, la Malaisie, le Pakistan, les Philippines, Taïwan, la Thaïlande et le Viêt Nam. Il inclut les désignations Asian Indian, Chinois, Philippin, Coréen, Japonais, Taïwanais, Vietnamien et « Autre Asiatique » (Other Asian).
- « Les termes d'Hawaïen de souche ou autre Océanien (Native Hawaiian and Other Pacific Islander, abrégé NHPI) désignent les personnes ayant des origines parmi un ou plusieurs peuples autochtones d'Hawaï, Guam, Samoa, ou d'autres îles d'Océanie. Ils incluent les personnes qui définissent leur race par « Hawaïen » (Native Hawaiian), « Guaméen » ou « Chamorro », « Samoan » et « Autre Océanien » (Other Pacific Islander). »
- D'autres races (Some other races) inclut toutes les réponses non incluses dans les catégories raciales décrites plus haut. Sont notamment inclus les sondés ayant inscrit des réponses telles que multiracial, mixte (mixed), interracial, Wesort ou un groupe hispano-américain/latino, comme Mexicain, Portoricain, Cubain ou Dominicain.
- Deux races ou plus désigne les personnes « multiraciales ». Certains peuvent avoir choisi de préciser deux races ou plus soit en cochant les cases « deux races ou plus », soit en inscrivant plusieurs réponses, ou par une combinaison de cases cochées et de réponses inscrites.

## Comparabilité
Le Bureau du recensement avertit que les données sur la race dans le recensement de 2000 ne sont pas directement comparables à celles recueillies dans les recensements précédents. Des régulations requérant la nouvelle terminologie sont publiées par le Bureau de la gestion et du budget dans le Federal Register en 1997. En 2001, le National Institutes of Health adopte la nouvelle terminologie pour se conformer à la directive 15.
Par ailleurs, les Mexicains ou personnes originaires du Mexique ne sont pas catégorisées comme Amérindiennes aux États-Unis, même si 79 % des Mexicains ont des origines amérindiennes au moins partielles. Même si 70 % ont des origines blanches (espagnoles, pour la plupart) au moins partielles, ils ne sont pas catégorisés non plus comme blancs.
Mexique par race
- Population : 103 400 165 (estimation juillet 2002)
- Multiraciaux (Amérindien et espagnol) : 40 %
- Amérindiens : 29 %
- Blancs : 30 %
- Autres : 1 %

Les Mexicains d'origine amérindienne ne maintiennent généralement pas d'affiliation tribale ou de liens communautaires, et il s'agit vraisemblablement de la raison pour laquelle ils ne sont pas catégorisés comme Amérindiens aux États-Unis. Dans le cadre du recensement des États-Unis, il s'agit de la seule catégorie raciale pour laquelle le sondé doit maintenir son affiliation tribale ou des liens communautaires pour être catégorisés selon leur race.
L'identification raciale volontaire du recensement des États-Unis ne se fait qu'à travers des questions facultatives auxquelles les sondés choisissent de répondre ou non. Parmi les latinos, certains choisissent comme race asiatique, noir, Hawaïen/Océanien de souche, Amérindien ou blanc. Beaucoup préfèreraient indiquer un héritage multiracial, mais en utilisant des termes différents de ceux du recensement, comme métis (Mestizo) ou mulâtre (Mulatto). Certains sont également incertains quant à leurs origines. Lorsqu'ils ne trouvent pas de choix racial qui semble leur correspondre, plus de 40 % des latinos choisiront de cocher la case « Autre ».

## Statistiques ethniques
Les Blancs devraient devenir minoritaires autour de 2050,. Pour la première fois, en 2011, il est né davantage de bébés non-blancs (hispaniques, asiatiques et noirs, notamment) que de blancs.
Ci-dessous une représentation graphique du recensement de 2010, :
Le graphique qui aurait dû être présenté ici ne peut pas être affiché car il utilise l'ancienne extension Graph, désactivée pour des questions de sécurité. Des indications pour créer un nouveau graphique avec la nouvelle extension Chart sont disponibles ici.